# 中国驻东帝汶大使馆
中华人民共和国驻东帝汶民主共和国大使馆，简称中国驻东帝汶大使馆，是中华人民共和国驻东帝汶的主要外交代表机构，馆址位于东帝汶首都帝力市椰林区葡萄牙大道（Av. de Portugal, Praia dos Coqueiros）。

## 机构历史
2000年9月，中国在帝力设立大使级代表处。2002年5月20日东帝汶独立，同日中东签署《中华人民共和国政府和东帝汶民主共和国政府关于建立外交关系的联合公报》建立外交关系，代表处升为大使馆。

## 使馆概况
使馆内有网球场、羽毛球场、游泳池、乒乓球室等体育设施。